# John Tolkin
John Tolkin (Chatham, 31 juli 2002) is een voetballer met de Amerikaanse nationaliteit die doorgaans als Linkervleugelverdediger speelt. In 2021 maakte hij zijn debuut in het betaald voetbal voor Red Bull New York in de Major League Soccer. In januari 2024 debuteerde hij voor het  nationale elftal van de Verenigde Staten. Een jaar later, in januari 2025, maakte hij de overstap naar Holstein Kiel.

## Clubloopbaan

### Jeugd
In 2015 sloot Tolkin zich aan bij de jeugdacademie van Red Bull New York. Vier jaar later stroomde hij door naar de seniorenselectie. In de jeugd speelde hij 79 wedstrijden en maakte hij 15 doelpunten.

### Red Bull New York
Op 11 juli 2019 maakte Tolkin zijn debuut voor het tweede elftal van New York Red Bulls in de USL Championship, in de met 3–4 gewonnen uitwedstrijd tegen Bethlehem Steel. Hij viel in de 64e minuut in voor Chris Lema en gaf in de 88e minuut de assist waaruit Tom Barlow de winnende treffer scoorde. Een week later volgde zijn basisdebuut in de thuiswedstrijd tegen het tweede elftal van Atlanta United. De rest van het seizoen 2019 wist hij geen vaste basisplaats te veroveren. Voor aanvang van het seizoen 2020 tekende Tolkin zijn eerste profcontract. Dat seizoen kwam hij tot twaalf basisplaatsen bij het tweede elftal en zat hij twee keer op de bank bij het eerste elftal, zonder speelminuten te maken.
In het seizoen 2021 werd Tolkin opgenomen in de eerste selectie van New York Red Bulls. Op 8 mei maakte hij zijn debuut in de Major League Soccer, in de thuiswedstrijd tegen Toronto FC.  Trainer Gerhard Struber liet hem in de 88e minuut invallen voor Andrew Gutman. Twee weken later, op 29 mei, volgde zijn basisdebuut in de thuiswedstrijd tegen Orlando City. Tolkin bleef de rest van het seizoen basisspeler. Op 19 augustus maakte hij zijn eerste doelpunt voor New York Red Bulls. In de met 1–0 gewonnen thuiswedstrijd tegen Columbus Crew scoorde hij in de 33e minuut na een assist van Fábio Gomes het enige doelpunt van de wedstrijd.
In zijn tweede seizoen (2022) bereikte Tolkin met New York Red Bulls de halve finale van de US Open Cup, mede dankzij een doelpunt van hem in de vierde ronde. In de halve finale werd met 5–1 verloren in de uitwedstrijd tegen Orlando City, waardoor de club werd uitgeschakeld. Aan het einde van het seizoen verlengde Tolkin zijn contract tot 2027. In 2023 speelde hij een belangrijke rol in de kwalificatie voor de play-offs om de MLS Cup. In de met 5–2 gewonnen kwalificatiewedstrijd tegen  Charlotte FC scoorde hij in de 26e minuut uit een vrije trap de 2–0 en gaf hij later in het duel twee assists. New York Red Bulls werd in de eerste ronde van de play-offs uitgeschakeld door FC Cincinnati.  
In zijn vierde en laatste seizoen (2024) speelde Tolkin op 2 juni zijn 100e wedstrijd voor New York Red Bulls, in de met 1–0 gewonnen thuiswedstrijd tegen Orlando City. Hij maakte in die jubileumwedstrijd het enige doelpunt van de wedstrijd. Dat seizoen bereikte hij met New York Red Bulls de finale van de MLS Cup. In het Dignity Health Sports Park werd met 2–1 verloren van Los Angeles Galaxy, mede door een doelpunt van Dejan Joveljić. Aan het einde van het seizoen werd bekend dat Tolkin de overstap maakte naar Europa om zijn carrière voort te zetten bij het in deBundesliga uitkomende Holstein Kiel.

### Holstein Kiel
In januari 2025 tekende Tolkin een contract van onbekende duur bij Holstein Kiel. Met een transfersom van € 2,5 miljoen werd hij de duurste inkomende speler in de geschiedenis van de Noord-Duitse club. Op 24 januari maakte hij zijn debuut in de uitwedstrijd tegen VfL Wolfsburg., waarin hij in de 79e minuut inviel voor Dominik Javorček. Een week later volgde zijn basisdebuut in de uitwedstrijd tegen Bayern München. Kort daarna raakte hij geblesseerd aan een spier en was hij enkele weken uitgeschakeld. Vanaf begin april keerde hij terug in de basis en speelde hij de resterende wedstrijden van het seizoen 2024/25. Ondanks zijn inzet en regelmatige optredens degradeerde Holstein Kiel aan het einde van het seizoen naar de 2. Bundesliga.

## Clubstatistieken
| Seizoen                     | Club                 | Competitie      | Competitie | Competitie | Beker | Beker | Internationaal | Internationaal | Overig | Overig | Totaal | Totaal |
| Seizoen                     | Club                 | Competitie      | Wed.       | Dlp.       | Wed.  | Dlp.  | Wed.           | Dlp.           | Wed.   | Dlp.   | Wed.   | Dlp.   |
| --------------------------- | -------------------- | --------------- | ---------- | ---------- | ----- | ----- | -------------- | -------------- | ------ | ------ | ------ | ------ |
| 2019                        | Red Bull New York II | USLC            | 13         | 0          | –     | –     | –              | –              | –      | –      | 13     | 0      |
| 2020                        | Red Bull New York II | USLC            | 12         | 0          | –     | –     | –              | –              | –      | –      | 12     | 0      |
| 2021                        | New York Red Bulls   | MLS             | 29 **      | 1          | –     | –     | –              | –              | 1      | 0      | 30     | 1      |
| 2022                        | New York Red Bulls   | MLS             | 32 **      | 1          | 5     | 1     | –              | –              | –      | –      | 37     | 2      |
| 2023                        | New York Red Bulls   | MLS             | 30 **      | 4          | 2     | 0     | 4              | 0              | –      | –      | 36     | 4      |
| 2024                        | New York Red Bulls   | MLS             | 33 **      | 2          | –     | –     | –              | –              | –      | –      | 33     | 2      |
| 2024/25                     | Holstein Kiel        | Bundesliga      | 11         | 0          | –     | –     | –              | –              | –      | –      | 11     | 0      |
| Carrière totaal             | Carrière totaal      | Carrière totaal | 160        | 8          | 7     | 1     | 4              | 0              | 1 *    | 1      | 172    | 9      |
| Bijgewerkt tot 17 juni 2025 |                      |                 |            |            |       |       |                |                |        |        |        |        |

* In het seizoen 2021 maakte Tolkin deel uit van het eerste elftal van New York Red Bulls, maar hij speelde ook één wedstrijd voor het tweede team
** Tijdens zijn periode bij New York Red Bulls bereikte Tolkin met de club elk seizoen de play-offs. In 2021 en 2022 speelde hij daarin telkens één wedstrijd. In 2023 kwam hij in drie play-offwedstrijden in actie en in 2024 in vijf.

## Interlandloopbaan
olkin kwam uit voor verschillende Amerikaanse nationale jeugdelftallen en nam met Verenigde Staten –17 deel aan een eindronde. Hij speelde in totaal elf jeugdinterlands, samen met onder anderen Bryan Reynolds, Paxten Aaronson, Gianluca Busio en Tanner Tessmann. In 2023 debuteerde hij in het nationale elftal van de Verenigde Staten tijdens een oefeninterland tegen Columbia. In 2024 vertegenwoordigde hij de Verenigde Staten op de Olympische Zomerspelen. 

### Amerikaanse jeugdelftallen
Op 7 augustus 2018 maakte Tolkin onder bondscoach Clint Peay zijn basisdebuut voor Verenigde Staten –17 in een vriendschappelijke wedstrijd tegen Costa Rica. In mei 2019 werd hij door bondscoach Raphael Wicky opgenomen in de selectie voor het CONCACAF-kampioenschap onder-17 in de Verenigde Staten. Tijdens het toernooi kwam hij in vier wedstrijden in actie. De Verenigde Staten bereikten de finale, die na verlenging werd verloren van Mexico. 

### Olympische Spelen
Tolkin werd door bondscoach Marko Mitrović geselecteerd voor het olympische voetbalteam van de Verenigde Staten voor de Olympische Zomerspelen 2024 in Parijs. Hij speelde in alle drie de poulewedstrijden de volledige 90 minuten. In de kwartfinale was Marokko met 4–0 te sterk, waardoor de Verenigde Staten werden uitgeschakeld.
| Jeugdinterlands van John Tolkin voor de Verenigde Staten () | Jeugdinterlands van John Tolkin voor de Verenigde Staten () | Jeugdinterlands van John Tolkin voor de Verenigde Staten () | Jeugdinterlands van John Tolkin voor de Verenigde Staten () | Jeugdinterlands van John Tolkin voor de Verenigde Staten () | Jeugdinterlands van John Tolkin voor de Verenigde Staten () |
| №                                                           | Datum                                                       | Wedstrijd                                                   | Uitslag                                                     | Soort Wedstrijd                                             | Doelpunten                                                  |
| Als speler bij Verenigde Staten –17                         | Als speler bij Verenigde Staten –17                         | Als speler bij Verenigde Staten –17                         | Als speler bij Verenigde Staten –17                         | Als speler bij Verenigde Staten –17                         | Als speler bij Verenigde Staten –17                         |
| ----------------------------------------------------------- | ----------------------------------------------------------- | ----------------------------------------------------------- | ----------------------------------------------------------- | ----------------------------------------------------------- | ----------------------------------------------------------- |
| 1.                                                          | 7 Augustus 2018                                             | Costa Rica – Verenigde Staten                               | 2 – 2                                                       | Vriendschappelijk                                           |                                                             |
| 2.                                                          | 4 mei 2019                                                  | Barbados – Verenigde Staten                                 | 1 – 6                                                       | CONCACAF onder-17 2019                                      |                                                             |
| 3.                                                          | 9 mei 2019                                                  | Verenigde Staten – Guadeloupe                               | 8 – 0                                                       | CONCACAF onder-17 2019                                      |                                                             |
| 4.                                                          | 14 mei 2019                                                 | Verenigde Staten – Canada                                   | 4 – 0                                                       | CONCACAF onder-17 2019                                      |                                                             |
| 5.                                                          | 16 mei 2019                                                 | Mexico – Amerika                                            | 4 – 0                                                       | CONCACAF onder-17 2019 (finale)                             |                                                             |
| Als speler bij Verenigde Staten –23                         |                                                             |                                                             |                                                             |                                                             |                                                             |
| 1.                                                          | 12 oktober 2023                                             | Verenigde Staten – Mexico                                   | 2 – 1                                                       | Vriendschappelijk                                           |                                                             |
| 2.                                                          | 18 oktober 2023                                             | Verenigde Staten – Japan                                    | 4 – 1                                                       | Vriendschappelijk                                           |                                                             |
| 3.                                                          | 18 november 2023                                            | Irak – Verenigde Staten                                     | 1 – 1                                                       | Vriendschappelijk                                           |                                                             |
| 4.                                                          | 21 november 2023                                            | Marokko – Verenigde Staten                                  | 1 – 0                                                       | Vriendschappelijk                                           |                                                             |
| 5.                                                          | 22 maart 2024                                               | Verenigde Staten – Guinee                                   | 1 – 0                                                       | Vriendschappelijk                                           |                                                             |
| 6.                                                          | 22 maart 2024                                               | Frankrijk – Verenigde Staten                                | 2 – 2                                                       | Vriendschappelijk                                           |                                                             |
| Als speler bij Olympische ploeg Verenigde Staten            |                                                             |                                                             |                                                             |                                                             |                                                             |
| 1.                                                          | 24 juli 2024                                                | Frankrijk – Verenigde Staten                                | 3 – 0                                                       | Olympische Zomerspelen 2024                                 |                                                             |
| 2.                                                          | 27 juli 2024                                                | Nieuw-Zeeland – Verenigde Staten                            | 1 – 4                                                       | Olympische Zomerspelen 2024                                 |                                                             |
| 3.                                                          | 30 juli 2024                                                | Guinee – Verenigde Staten                                   | 3 – 0                                                       | Olympische Zomerspelen 2024                                 |                                                             |
| 4.                                                          | 2 augustus 2024                                             | Marokko – Verenigde Staten                                  | 4 – 0                                                       | Olympische Zomerspelen 2024                                 |                                                             |
| Bijgewerkt tot 18 januari 2025                              |                                                             |                                                             |                                                             |                                                             |                                                             |

### Verenigde Staten
Op 29 januari 2023 maakte Tolkin zijn debuut in het nationale elftal van de Verenigde Staten tijdens een oefenwedstrijd tegen Colombia. Bondscoach  Anthony Hudson liet hem in de met 1–1 geëindigde thuiswedstrijd in de basis starten. Een jaar later werd hij opgenomen in de selectie voor de Gold Cup 2023. Tijdens het toernooi bereikten de Verenigde Staten de halve finale, die na strafschoppen verloren werd van Panama. Tolkin kwam in twee wedstrijden in actie, waaronder de halve finale. 
| Interlands van John Tolkin voor de Verenigde Staten | Interlands van John Tolkin voor de Verenigde Staten | Interlands van John Tolkin voor de Verenigde Staten | Interlands van John Tolkin voor de Verenigde Staten | Interlands van John Tolkin voor de Verenigde Staten | Interlands van John Tolkin voor de Verenigde Staten |
| №                                                   | Datum                                               | Wedstrijd                                           | Uitslag                                             | Soort Wedstrijd                                     | Doelpunten                                          |
| --------------------------------------------------- | --------------------------------------------------- | --------------------------------------------------- | --------------------------------------------------- | --------------------------------------------------- | --------------------------------------------------- |
| 1.                                                  | 29 januari 2023                                     | Verenigde Staten – Colombia                         | 0 – 0                                               | Vriendschappelijk                                   |                                                     |
| 2.                                                  | 25 juni 2023                                        | Verenigde Staten – Jamaica                          | 1 – 1                                               | Gold Cup 2023                                       |                                                     |
| 3.                                                  | 13 juli 2023                                        | Verenigde Staten – Panama                           | 5 – 6 (n.s.)                                        | Gold Cup 2023                                       |                                                     |
| 4.                                                  | 20 januari 2024                                     | Verenigde Staten – Slovenië                         | 0 – 1                                               | Vriendschappelijk                                   |                                                     |
| 5.                                                  | 11 juni 2025                                        | Verenigde Staten – Zwitserland                      | 0 – 4                                               | Vriendschappelijk                                   |                                                     |
| Bijgewerkt tot 17 juni 2025                         |                                                     |                                                     |                                                     |                                                     |                                                     |